# 光井村
光井村（みついそん）は、山口県熊毛郡にあった村。現在の光市大字光井などにあたる。

## 地理
- 海洋：周防灘
- 山岳：鶴羽山
- 島嶼：大水無瀬島

## 歴史
- 1889年（明治22年）4月1日 - 町村制の施行により、近世以来の光井村が単独で自治体を形成。
- 1939年（昭和14年）4月1日 - 島田村・浅江村・三井村と合併して周南町が発足。同日光井村廃止。

## 出身・ゆかりのある人物
- 宮本顕治（日本共産党書記長）